# هولت (اوست اگدر)
هولت (به لاتین: Holt) یک منطقهٔ مسکونی در نروژ است که در اوست اگدر واقع شده‌است. هولت ۱۷۶ کیلومتر مربع مساحت دارد.